# Minivan

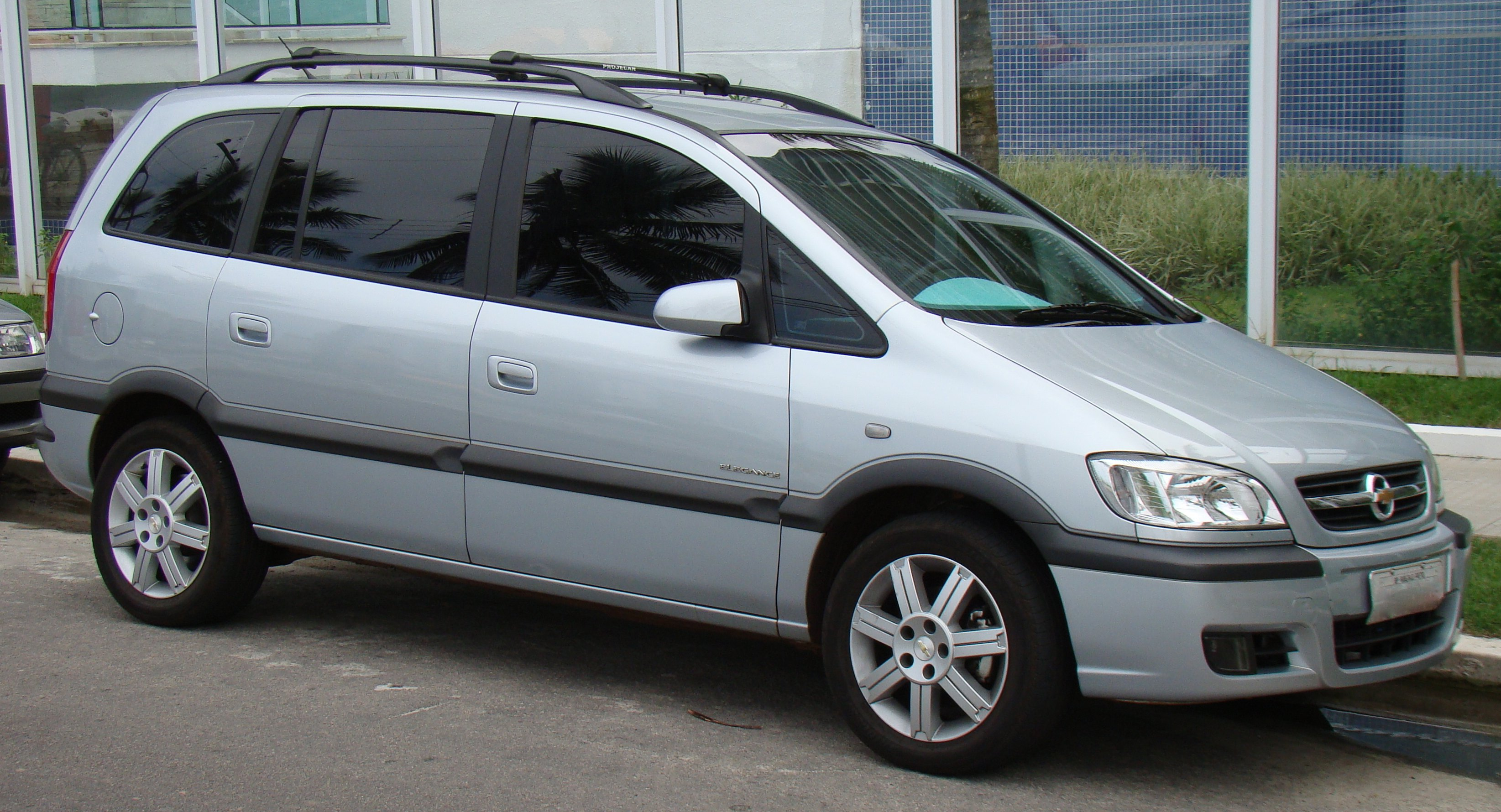
Chevrolet Zafira, exemplo de minivan, primeiro carro de 7 lugares do Brasil.

Minivan ou monovolume é um tipo de automóvel similar em formato à uma furgão , porém desenhado para uso particular, tendo entre quatro e nove lugares. Geralmente são mais altas do que sedãs, hatchbacks ou perua, e são projetadas para aproveitar o máximo do espaço interno, especialmente o vertical.
Um MPV (multi-purpose vehicle) descreve um automóvel de qualquer tamanho, que possua um teto mais elevado e maior versatilidade no acesso de passageiros e bagagem do que um veículo de tamanho similar, que não possua essa disposição.

## Terminologia
O termo "minivan" foi cunhado na América do Norte e é derivado do fato de que tais veículos eram considerados menores e mais simplificados que as vans de passageiros norte-americanas tradicionais, como as da Ford E-Series. Em outros países de língua inglesa, outros termos são empregados para descrever esse tipo de veículo.
Na Europa e na Índia, "multi-purpose vehicle" (MPV) descreve o tipo de carro, sem nenhuma referência ao seu tamanho. O tamanho é descrito com uma palavra antecedente ao acrônimo. Assim, um "mini MPV" é derivado de um "supermini car", um "compact MPV" é baseado num "small family car" e um "large MPV" tem aproximadamente o mesmo tamanho de um "large family car". "People-carrier" e "people mover" descrevem tanto "large MPVs" quanto os microônibus. Na Ásia, "multi-utility vehicle" (MUV) tem um significado aproximado de MPV.

## Características

### Visão geral

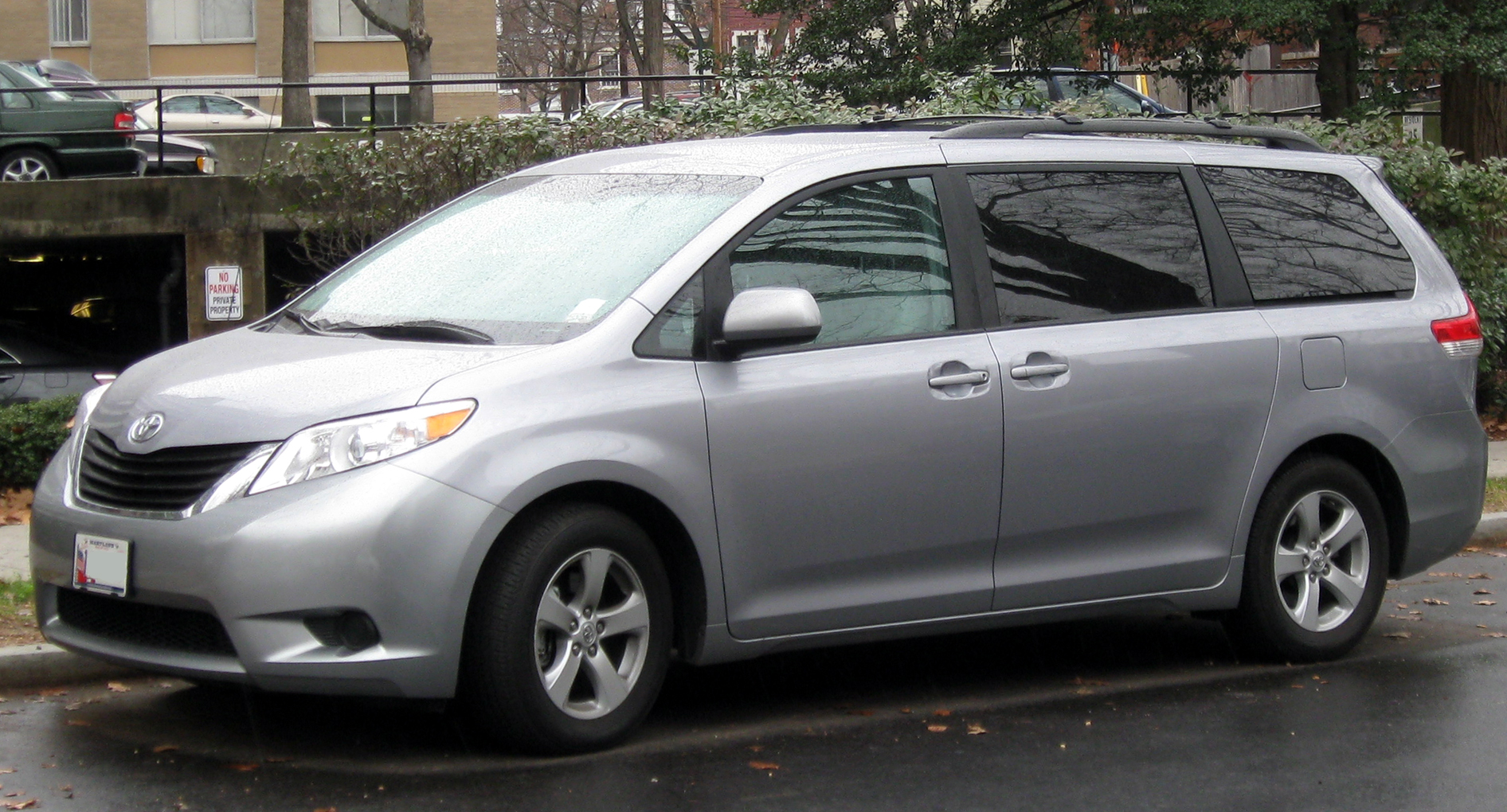
Toyota Sienna.

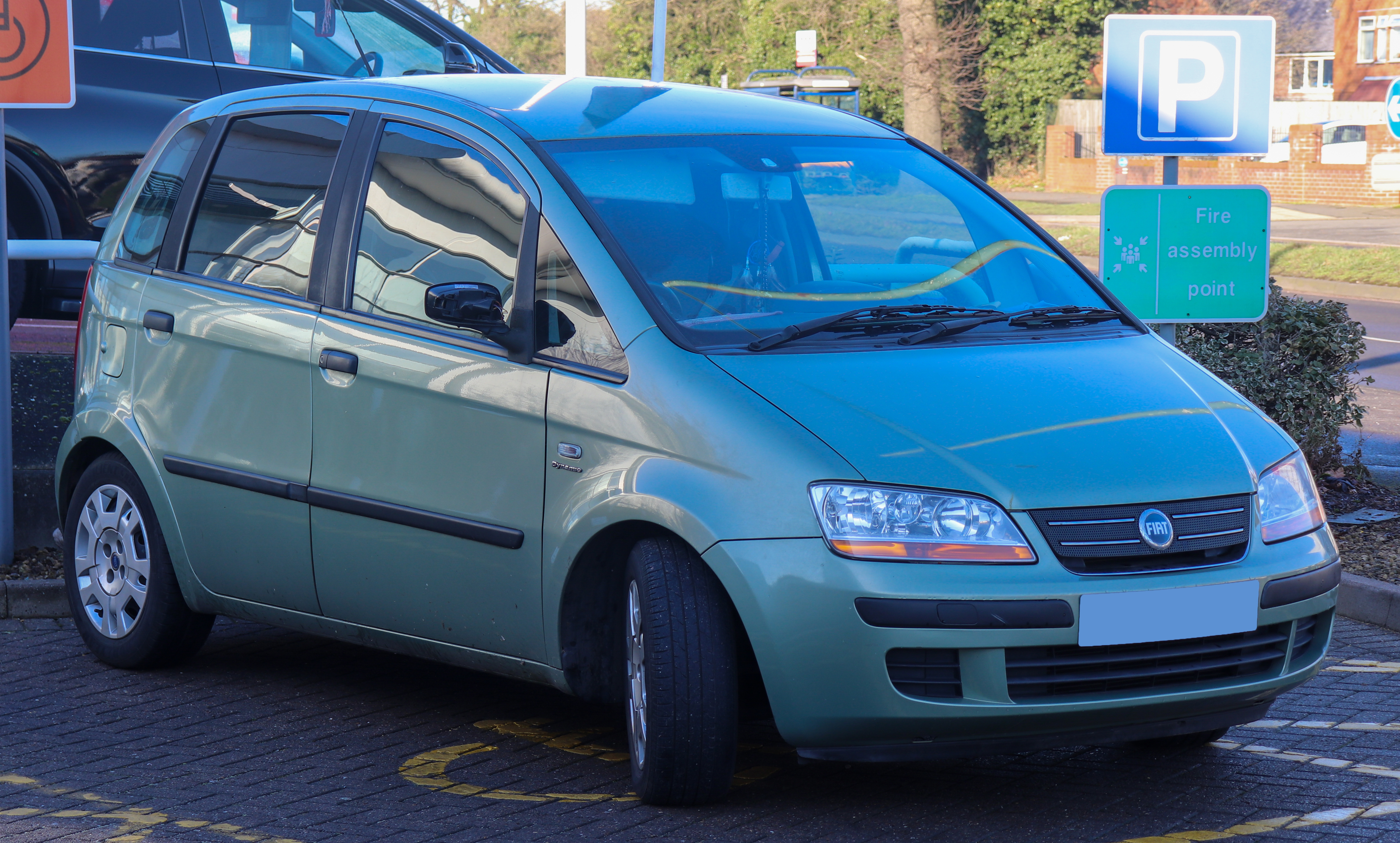
Fiat Idea.

Minivans têm normalmente entre 1600 e 1800 mm de altura, isto é, cerca de 200 mm a mais que um sedan, um hatchback ou uma station wagon. O motor é montado muito próximo da margem anterior do carro, e seus elementos são agrupados de maneira mais alta do que em outros tipos de carro, para minizar o comprimento do balanço dianteiro. O balanço traseiro pode tanto ser curto como num hatchback (algo comum nos modelos menores) quanto tão longo quanto o de uma station wagon (mais comum em minivans maiores).

### Assentos
Os assentos são mais elevados do que os de veículos mais baixos, de forma que os passageiros sentam-se mais eretos e esticados, permitindo mais espaço para as pernas. Alguns indivíduos acham essa posição desconfortável e preferem automóveis mais baixos, enquanto que portadores de deficiência, idosos ou pessoas com pouca flexibilidade podem se beneficiar com a falta de necessidade de abaixar-se ao entrar no carro.
Minivans menores normalmente têm três fileiras de assentos, com dois ou três assentos cada: 2-3-2 ou 2-3-3 (de frente para trás) são as configurações mais comuns. Minivans menores podem ter duas fileiras de assentos, com a configuração 2-3 tradicional. Existem algumas exceções, como a Honda FR-V, a Fiat Multipla e a Mercedes-Benz Classe R, que têm 6 assentos (3-3 nos primeiros dois casos e 2-2-2 no último).
Muitas minivans têm a chamada "flexibilidade" de assentos, o que significa que bancos ou assentos individuais podem ser realocados, dobrados e/ou removidos. Isso permite maior capacidade de passageiros ou de carga, dependendo da necessidade.

### Chassis e sistema de direção
A maioria das minivans atuais têm tração dianteira, raramente possuido tração 4x4 ou traseira. A vantagem principal é a maior facilidade de direção em comparação com a tração traseira, sob condições de derrapagem, como chuva, neve e gelo; além disso, por não ser um veículo que visa transportar carga como os [[Utilitários Esportivos, não se justifica tração nas quatro rodas. Essa configuração também permite maior espaço interior, devido à ausência de arqueamento no chão do veículo para o eixo. Com os assentos traseiros removidos, a área para bagagem nas minivans grandes pode comportar uma placa de 4x8 pés de drywall ou madeira compensada. Tração nas quatro rodas já foi introduzida em minivans norte-americanas, com a Toyota Van Wagon 4WD e a Volkswagen Vanagon Syncro.
Minivans modernas também possuem arquitetura monocasco, que oferece resistência ao choque superior e percurso mais confortável do que o chassis body-on-frame, e é normalmente mais leve. A Chevrolet Astro foi a primeira minivan body-on-frame com tração traseira, mas foi descontinuada.
Nos Estados Unidos, como forma de contornar regulações de emissão de poluentes e de segurança, as minivans são frequentemente classificadas como caminhões leves.

### Portas
O acesso à terceira fileira de assentos é feito por portas laterais traseiras, que podem ser abertas por deslizamento ou por meio de dobradiças. As primeiras minivans tinham uma porta traseira lateral deslizante e uma porta com dobradiças do lado do passageiro, diferenciando-as das vans de carga anteriores, que tipicamente possuiam um par de portas com dobradiças que se abria para fora, atrás da porta do passageiro. Atualmente, quase todas as minivans têm portas traseiras de ambos os lados, sendo portas com dobradiças a regra nos modelos europeus e japoneses, e portas deslizantes presentes na maioria dos modelos norte-americanos.

## Segmentos
Minivans podem ser classificadas em três ou quatro segmentos: grande, compacta, mini e, por vezes, micro. Modelos de todos os segmentos estão presentes na Europa, nas Américas e em partes da Ásia.
Minivans grandes são aquelas com mais de 4600 mm de comprimento. Quase todas as minivans vendidas nos EUA pertencem a esse segmento, portanto, tais modelos são simplesmente chamados de minivans naquele país. O primeiro MPV europeu também pertencia a esse segmento, e modelos posteriores similares eram chamados pelo mesmo nome até que modelos menores surgiram. Agora, esses modelos são chamados de "large MPVs". Exemplos delas são os modelos Dodge Caravan, Eurovan,
Ford Galaxy, JAC Motors J6 e Toyota Sienna.
Compact MPVs têm um comprimento entre 4200 mm e 4600 mm. Tais modelos gozaram de alguma popularidade nos EUA no fim da década de 1980 e início da década de 1990, como a Mitsubishi Chariot e a Nissan Multi, por exemplo. Em 1996, a Renault Scénic foi lançada na Europa e seu sucesso fez com que fabricantes convencionais fabricassem os compact MPVs em grandes quantidades, geralmente baseados na plataforma dos small family cars, tanto com duas, quanto três, fileiras de assentos. Após 2006, a únicas minivans compactas disponíveis nos EUA passaram a ser a Mazda Premacy e a Kia Carens.
Os mini MPVs têm menos de 4100 mm de comprimento de foram introduzidos no início da década de 2000. Esses modelos, baseados nas plataformas dos supermini cars, tinham como propósito substituir os veículos de lazer de baixo custo, mas foram considerados uma alternativa cara demais aos small family cars.
Minicarros altos e kei cars como Hyundai Atos, Chevrolet Matiz, Chery QQ e Suzuki Wagon R também já foram chamados de mini MPVs ou microvans, devido a suas alturas superiores às dos hatchbacks tradicionais. Outros acreditam que são semelhantes demais em design a outros automóveis pequenos e que, portanto, devem ser descritos pela mesma nomenclatura dos mesmos.

## Histórico

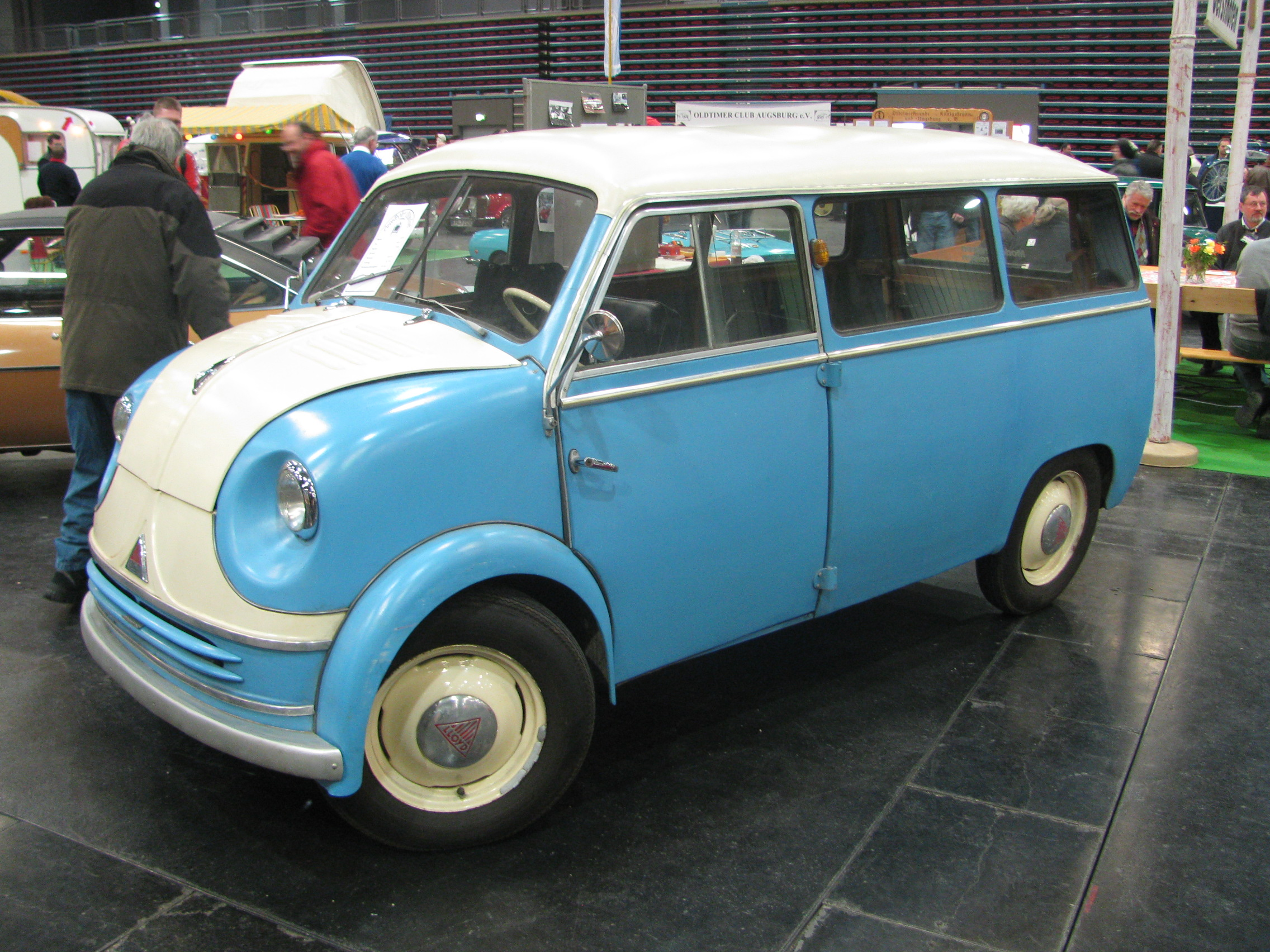
Lloyd LT 600, minivan antiga.

Os predecessores das minivans são as vans compactas, que foram produzidas desde a década de 1950. A DKW Schnellaster, lançada em 1949 na Alemanha, é considerada a primeira minivan e algumas poucas unidades foram exportadas para o Brasil. A Volkswagen Kombi, o segundo modelo de automóvel na linha da Volkswagen, foi lançado em 1950 e tinha características que seriam mais tarde encontradas nas minivans. A Kombi tinha motor traseiro, duas porta traseiras no lado oposto ao do motor vem sendo produzidas desde 1960, quase todas elas com motor dianteiro, montado atrás ou embaixo do assento dianteiro e uma frente plana e vertical. Exemplos das mesmas incluem a Ford E-Series, Chevrolet Van, Suzuki Carry, Toyota Hiace e Subaru Sambar. Quando a Volkswagen introduziu uma porta traseira deslizante à sua van em 1963, a mesma passou a ter todas as características que mais tarde definiriam uma minivan (três fileiras de assentos voltados para frente, porta-malas com articulação na porção superior, porta traseira deslizante e fundamentos de carros para passageiros).
O primeiro emprego do termo minivan foi na América do Norte, quando a Toyota e a Chrysler lançaram suas respectivas minivans no final de 1983. A Toyota Van e a Dodge Caravan apresentavam designs estruturais bastante distintos: a Dodge Caravan possuía motor traseiro e arquitetura monocasco, enquanto que a Toyota Van Wagon apresentava motor dianteiro e um chassis body-on-frame. A Chevrolet Astro e a Ford Aerostar foram introduzidas para o ano de 1985, com motor dianteiro.
Um design europeu de minivan foi concebido no final da década de 1970 pelo grupo Rootes em parceira com o fabricante francês Matra (que também era filiado à Simca, antigo subsidiário da Corporação Chrysler, vendido em 1977 ao grupo PSA). Pretendia-se originalmente que o design da Matra fosse vendido como um Talbot e consistisse numa substituição para o Talbot-Matra Rancho. Os protótipos iniciais eram projetados para utilizar peças da Simcaq e, assim, apresentavam uma grade reminiscente do Simca 1307. Matra levou sua ideia para a Peugeot, que a achou muito cara e arriscada, então o projeto foi apresentado à Renault. O conceito da Matra finalmente se tornou o Renault Espace, que foi introduzido em 1986. Em contraste com a porta traseira deslizante da Chrysler, a Renault tinha as portas articuladas tradicionais em ambos os lados. Uma vez que não se contesta que a Renault Espace é uma minivan, apesar da configuração de suas portas, questiona-se se o Fiat 600, de 1956 (sete anos antes da Volkswagen introduzir a porta traseira deslizante que viria a definir as minivans para muitos motoristas) foi a primeira minivan.
Entretanto, a Chrysler, sob a qual a Matra havia originalmente concebido o Espace, também vinha por sua própria conta desenvolvendo o conceito de minivan, baseado na plataforma Chrysler K. Eles lançaram a Dodge Caravan antes da Espace, em 1983.

## Minivans por mercado

### América do Norte

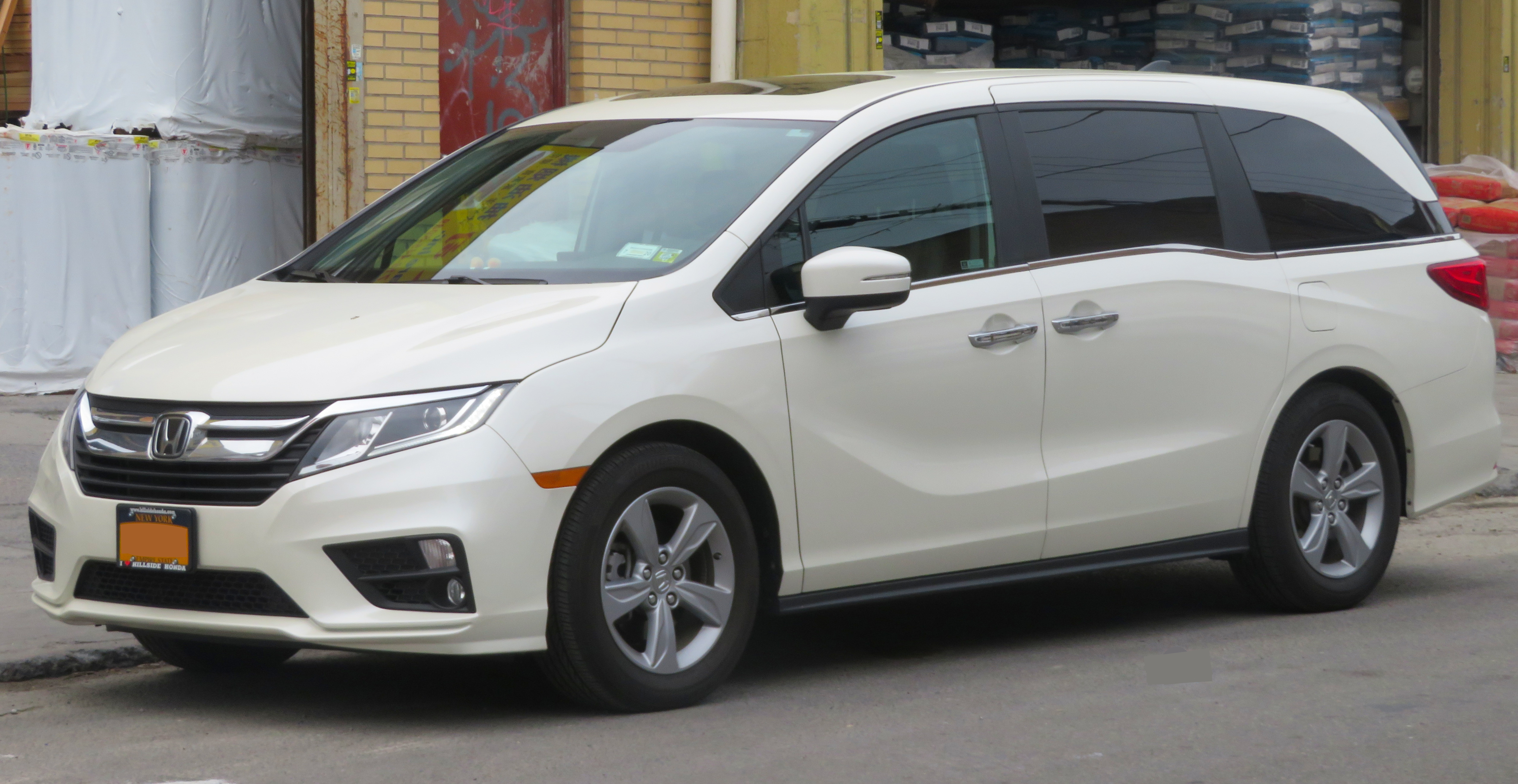
Um Honda Odyssey.

A General Motors originalmente contrapôs a Dodge Caravan com a Chevrolet Astro, baseada num motor dianteiro e tração traseira. Esse modelo teve dificuldade em competir com as minivans da Chrysler devido à sua tração fraca, e suas características menos confortáveis à direção. A Nissan e a Mitsubishi também lançaram minivans na América do Norte mas, assim como a Toyota Van Wagon, tinham tração traseira fraca, chacoalhavam muito e nelas era impossível ir dos assentos dianteiros aos traseiros sem sair do veículo.
1989 trouxe a primeira tentativa japonesa de fabricar uma minivan no estilo norte-americano, com o lançamento da Mazda MPV. Era única, já que possuía portas articuladas com vidros que abaixavam, sendo a primeira minivan japonesa com motor dianteiro. Não tinha a utilidade, tração e o espaço para bagagem que as outras minivans possuíam.
A General Motors introduziu as radicalmente estilizadas Chevrolet Lumina APV, Oldsmobile Silhouette e Pontiac Trans Sport, em 1990. Estas foram as primeiras minivans com tração dianteira, numa tentativa para competir com a Chrysler. Eram confeccionadas com painéis plásticos compostos e tinham para-brisa bastante inclinado. Paínéis longos, estilo OVNI e má qualidade a tornaram impopulares.
Nesse mesmo ano, a Toyota introduziu o Previa. Era aerodinâmico como os modelos da General Motors, mas possuíam design bastante diferente. A Toyota Previa tinha um motor em forma de panqueca e com quatro cilindros localizado sob o piso do veículo. Isto permitiu que os passageiros passassem dos bancos dianteiros à parte traseira sem sair do veículo. Apesar de ser a minivan mais confiável da JD Powers e a primeira a alcançar os padrões de segurança dos automóveis, a Toyota Previa não vendeu tão bem quanto as minivans da Chrysler.
A Ford e a Nissan, na tentativa de destronar as três minivans da Chrysler, lançaram em 1993 os modelos Nissan Quest e Mercury Villager, com tração dianteira. Essas minivans eram competitivas, com chassis baseados em carros e motores de seis cilindros, fácil manejo e estilo atraente. A marca Ford introduziu um modelo um pouco maior, com tração dianteira, chamado de Windstar, em 1994.
1995 trouxe à Honda ao mercado das minivans, com a Odyssey. Esse modelo era baseado no Honda Accord, fazendo com que sua dirigibilidade fosse mais semelhante à de um carro do que as minivans da Chrysler. Possuía portas que se abriam para fora, janelas intermediárias que abaixavam e foi a primeira minivan na qual o assento traseiro se abaixava para dentro do piso.
Até hoje, a Chrysler Town & Country e a Dodge Caravan continuam sendo as minivans mais vendidas na América do Norte. Em segundo lugar, está a Honda Odyssey e, em terceiro, a Toyota Sienna. De acordo com o Autodata de 2006, Chrysler, Honda e Toyota juntas detêm 72% do mercado de minivans nos EUA. A General Motors e a Ford somam 17%, a Kia Sedona e a  Hyundai Entourage somam 5%, e a Nissan Quest corresponde a 3%.

#### Motores
Durante os anos 1980, as minivans norte-americanas eram mais lentas e tinham menos potência, quando comparadas com veículos utilitários esportivos, porém tinham motores de quatro cilindros mais eficientes que os últimos. A década de 1990 trouxe motores de seis cilindros, que melhoraram as capacidades de desempenho e de reboque.
Na década de 1980, motores de quatro cilindros eram comuns para melhorar a eficiência, mas frequentemente tinham incidência maior de problemas do que motores maiores. Antes do desenvolvimento motores de 150 hp + quatro cilindros, esses veículos também estavam sujeitos a baixo desempenho, e transmissões manuais eram raras em minivans. Com a tendência do surgimento de modelos mais pesados, com longa distância entre eixos, e reboque leve, motores V6 se tornaram mais comuns, e algumas montadoras abandonaram os seus motores de quatro cilindros para a linha de minivans. Alguns modelos eram notórios por ter problemas com seu transaxle, já que eram substancialmente mais pesados do que os sedãs para os quais sua motorização foi originalmente projetada. A Chevrolet Astro, última van baseada em caminhão, e originalmente comercializada como minivan, era popular para uso em reboque, por conta de sua estrutura de até 4,3 L V6, chegando alguns proprietários a instalarem seus próprios motores V8.

### Europa

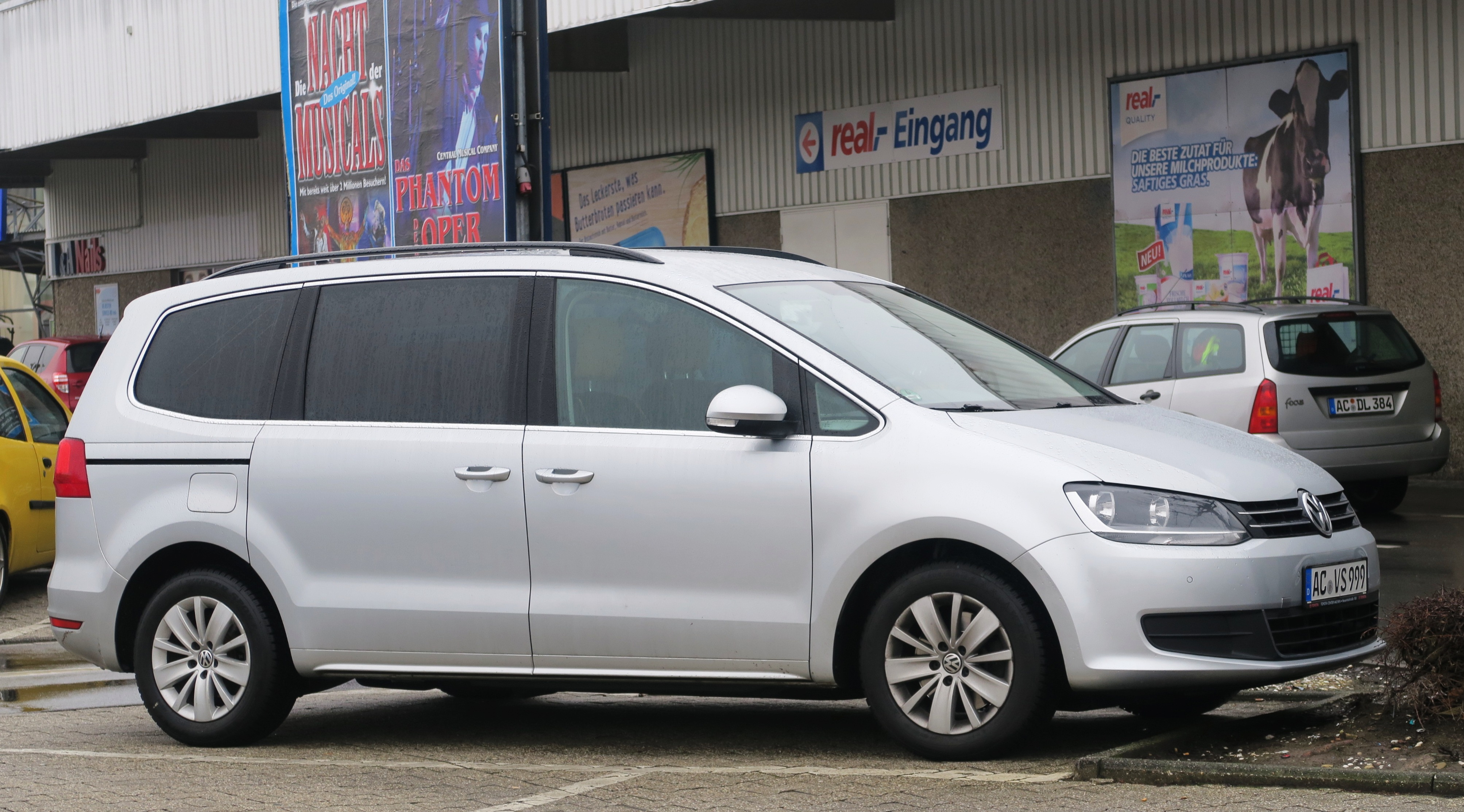
Um Volkswagen Sharan.

Além das minivans da Chrysler, a Renault Espace não teve nenhum rival direto na Europa durante os anos de 1980. Outras montadoras convencionais começaram a desenvolver designs de MPV tendo em mente as preferências européias. A PSA Peugeot Citroën e o Grupo Fiat fundaram o empreendimento conjunto Sevel Van, e lançaram, em 1994, a Eurovan sob os nomes de Citroën Evasion, Peugoet 806, Fiat Ulysse e Lancia Zeta. A Ford e o Grupo Volkswagen fizeram uma manobra similar, e co-desenvolveram um modelo que resultou nos Ford Galaxy, Volkswagen Sharan e SEAT Alhambra, disponíveis em 1995. Possuíam design quase idêntico, com traseiras, dianteiras e painéis diferentes. Enquanto que o modelo VW/Ford era relativamente grande, com um comprimento de 4635 mm, o Espace e a Eurovan tinham cerca de 200 mm a menos, e hoje seriam consideradas compact MPVs. Todos esses modelos foram disponibilizados com sete assentos, podendo os mesmos ser dobrados ou removidos. Tais veículos seriam mais tarde chamados large MPVs.
A tendência em direção ao compact MPV teve início em 1996 com o lançamento do Renault Scénic. Compact MPVs eram carros altos, mas baseados em chassis e motores de um small family car (no caso da Scénic, no Renault Mégane). O grande sucesso da Scénic gerou um grande número de veículos similares, como a Opel Zafira, a Citroën Xsara Picasso, a Volkswagen Touran, a Ford Focus C-Max, a SEAT Altea/Toledo e a Nissan Almera Tino. Em meados dso anos 2000, quanse todas as principais montadoras na Europa tinham um compact MPV em suas linhas.
Também nessa época, as montadoras começaram a empregar designs no estilo MPV em chassis de superminis, tendo a ideia de que compradores de veículos para atividades de lazer se voltariam a esses novos modelos devido ao melhor estilo, conforto e qualidade. Exemplos de mini MPVs são a Opel Meriva, baseado no Corsa, o Renault Modus, derivado do Clio, e o Fiat Idea, derivado da plataforma Punto.
Large MPVs não são tão populares quando compact MPVs, mas espera-se que vendam melhor no futuro, após o lançamento de novos modelos com design menos quadrado e teto mais baixo. Um exemplo é o Ford Galaxy, de 2006, e o S-MAX, o qual tem somente 1.60 m de altura e um visual esportivo.

### Ásia

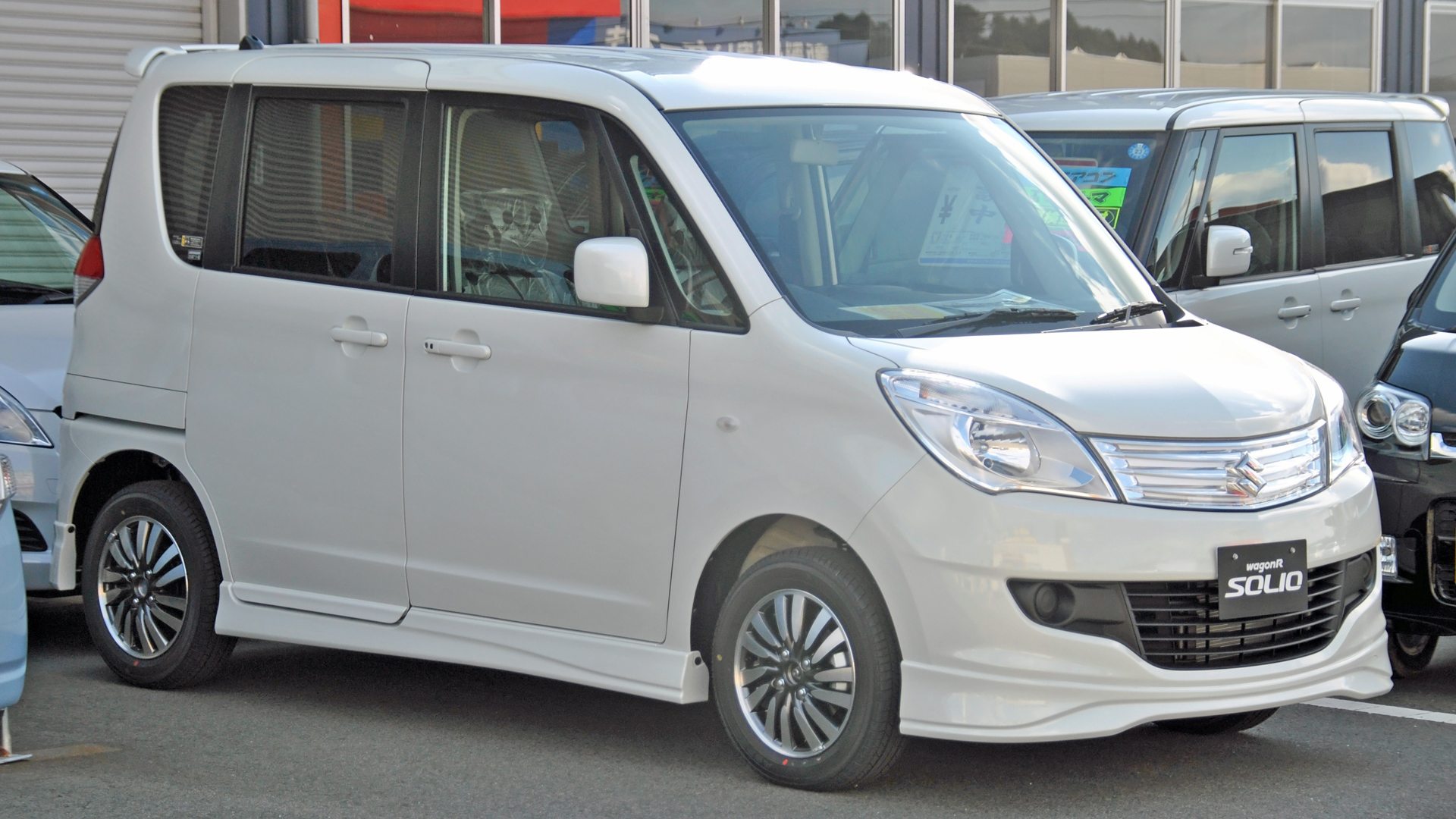
Suzuki Wagon R, kei car com design semelhante a uma minivan.

Nas nações da ASEAN, na China e na Índia, os MUVs tendem a ser menores do que as minivans norte-americanas e os MPVs europeus. Também se diferenciam pelo fato de que necessitam enfrentar terreno irregular, além das rodovias pavimentadas. Modelos de fabricantes locais são geralmente baseados em designs japoneses da Suzuki, Daihatsu e Toyota.
Nessas nações, os MUVs variam muito em configuração. Enquanto alguns possam ser réplicas dos MPVs europeus (como o Ford Fusion) ou das minivans norte-americanas (como o Toyota Innova), em alguns casos eles são similares a micro-ônibus (como o Chevrolet Tavera).
Outros exemplos de MUVs são o Maruti Versa, o Isuzu Panther, o Hindustan Pushpak, o Toyota Qualis, o Nissan Livina e o Toyota Innova.
A JAC Motors ou Jianghuai Automobile Co. Ltd (em chinês: 安徽 江淮 汽车 股份有限公司) é uma empresa chinesa fabricante de automóveis, chassis de ônibus e caminhões, entre eles o modelo J6 uma minivan de 5 e 7 lugares comercializada também no Brasil.

### América do Sul

#### Brasil
A primeira minivan fabricada no Brasil foi a fora-de-série Grancar Futura (cópia da 1ª geração da Renault Espace), de 7 lugares, produzida em São Paulo pela empresa Grancar Design entre 1990 e 1991, tendo pouco sucesso devido à concorrência com as minivans importadas. Posteriormente, a Renault do Brasil fabricou a minivan média Renault Scénic, de 5 lugares, entre 1998 e 2010, sendo a primeira minivan produzida em massa nacional.
A Citroën Brasil fabricou a minivan média de 5 lugares Citroën Xsara Picasso no Brasil entre 2001 e 2012.
A General Motors do Brasil introduziu a produção da minivan média de 7 lugares Chevrolet Zafira em 2001 e da minivan compacta de 5 lugares Chevrolet Meriva em 2002. Ambas tiveram a produção encerrada em 2012, sendo substituídas pela minivan compacta Chevrolet Spin, com versões de 5 e 7 lugares, fabricada desde 2012.
A Fiat do Brasil fabricou a Fiat Doblò em suas versões de minivan e furgão no Brasil entre 2001 e 2021, além de também ter fabricado a minivan compacta de 5 lugares Fiat Idea entre 2005 e 2016.
A minivan Nissan Livina também foi fabricada no Brasil entre 2009 e 2015, com a versão compacta de 5 lugares e uma versão média de 7 lugares chamada Nissan Grand Livina.
Em 2010, o Grupo SHC, presidido pelo empresário Sérgio Habib, anunciou parceria com a JAC Motors. Para entrar no concorrido mercado automobilístico nacional, a marca decidiu apostar com uma estratégia arrojada: preço acessível e 6 anos de garantia. O apresentador Fausto Silva (Faustão) foi convidado pela JAC Motors para ser garoto propaganda da marca no país.